# Barbara Louys
 (mai 2018).
Barbara Louys, née à Liège le 7 mars 1974, est une animatrice belge de la RTBF.

## Formation
Après une scolarité en région liégeoise, à Embourg, Barbara Louys étudie au Berlaymont à Waterloo.[réf. nécessaire] Après une licence en Sciences Commerciales et Consulaires à l'ICHEC - Bruxelles, elle intègre une agence de publicité avant de lancer sa société d'événementiel, Poupoupidou.

## Carrière
Forts en tête est sa première émission. Elle a animé le jeu aux côtés de Jacques Mercier, vint ensuite Saké soirée, durant la Coupe du monde de football de 2002, qu'elle anima avec Marc Delire.
Elle a participé à des émissions de télé-achat sur LTA en 2000-2001.
De 2005 à 2014, elle coprésente avec Thomas Van Hamme puis Gérald Watelet C'est du belge, une émission sur la monarchie.
En 2006, elle anime Fata Morgana en compagnie de sa sœur Maureen.
En février 2015, elle est licenciée par la RTBF,.  
Le 20 octobre 2020, elle lance sa propre chaine Youtube sous son propre nom, et diffuse le Barbara Louys Show.
Depuis janvier 2021, Barbara Louys officie sur la chaîne d’info en continu LN24.

## Sa marque By B. Barbara Louys
Fille de bijoutiers, Barbara Louys lance By B. Barbara Louys, sa marque de bijoux en septembre 2014. À ce jour, elle gère trois magasins à Bruxelles, Uccle et Liège.

## My Small Channel
Pour aider les marques dans leur évolution digitale, Barbara Louys lance en 2020 My Small Channel (mysmallchannel.com), qui propose aux marques et aux entreprises de créer pour elles des contenus digitaux courts, tout en élaborant les stratégies de diffusion qui leur correspondent.